# 卡洛讷河畔莱索蒂约
卡洛讷河畔莱索蒂约（法語：Les Authieux-sur-Calonne，法語發音：[le.z‿otjø syʁ kalɔn] ⓘ）是法国卡尔瓦多斯省的一个市镇，属于利雪区。

## 地理
卡洛讷河畔莱索蒂约（49°17'50"N, 0°17'1"E）面积10.2 平方千米，位于法国诺曼底大区卡爾瓦多斯省，该省份为法国西北部沿海省份，北濒大西洋英吉利海峡，东北与滨海塞纳省以海上边界相接，东临厄尔省，南至奧恩省，西与芒什省接壤。
与卡洛讷河畔莱索蒂约接壤的市镇（或旧市镇、城区）包括：布朗日堡、博讷维尔拉卢韦、马讷维尔拉皮帕尔、勒梅尼勒叙布朗日、圣安德烈代贝尔托、卡洛讷河畔圣朱利安。

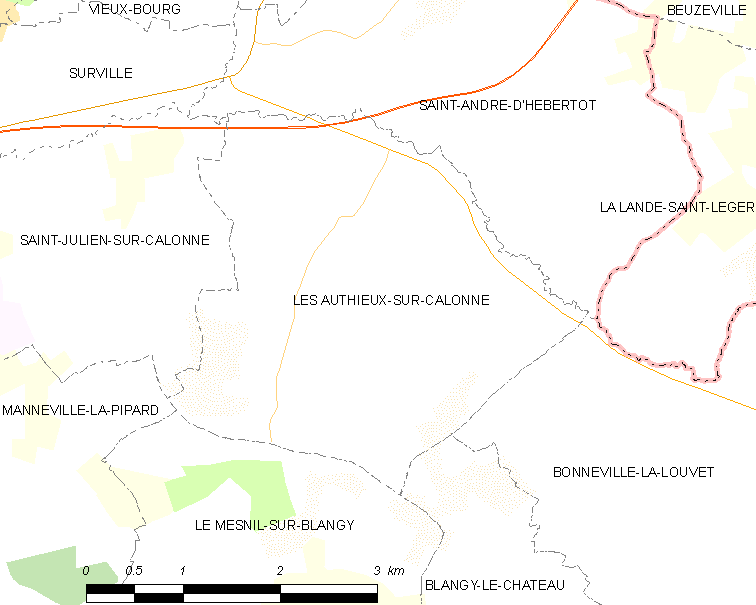
卡洛讷河畔莱索蒂约的OSM定位图

卡洛讷河畔莱索蒂约的时区为UTC+01:00、UTC+02:00（夏令时）。

## 行政
卡洛讷河畔莱索蒂约的邮政编码为14130，INSEE市镇编码为14032。

## 政治
卡洛讷河畔莱索蒂约所属的省级选区为蓬莱韦克县。

## 人口

1962-2008年间卡洛讷河畔莱索蒂约人口变化图示

卡洛讷河畔莱索蒂约于2022年1月1日时的人口数量为276人。